# 克里斯汀·舒伯特
克里斯汀·弗里德里希·丹尼爾·舒巴特（德語：Christian Friedrich Daniel Schubart，1739年3月24日—1791年10月10日），德国音乐家，诗人，作家。